# Kalmar-Ölands kontrakt
Kalmar-Ölands kontrakt är ett kontrakt av Växjö stift inom Svenska kyrkan i Kalmar län. 
Kontraktskoden är 0613.

## Administrativ historik
Kontraktet bildades 2012 med de församlingar som ingått i Ölands kontrakt och Norra Möre kontrakt.

## Kontraktsprostar
| Ämbetstid | Namn            | Levnadstid | Övrigt                        |
| --------- | --------------- | ---------- | ----------------------------- |
| 2018–2022 | Peter Wänehag   |            | Kyrkoherde i Kalmar pastorat. |
| 2023–2025 | Gustav Lundborg |            | Kyrkoherde i Kalmar pastorat. |